# ロシアとウズベキスタンの関係

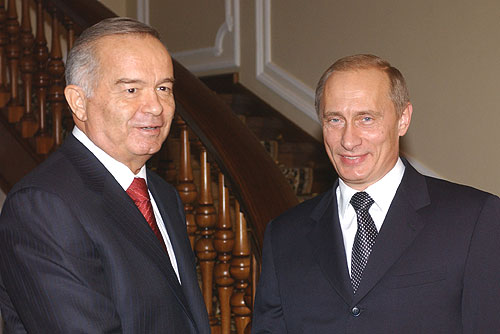
ウズベキスタンのイスラム・カリモフ大統領（左）とロシアのウラジーミル・プーチン大統領（2004年4月）

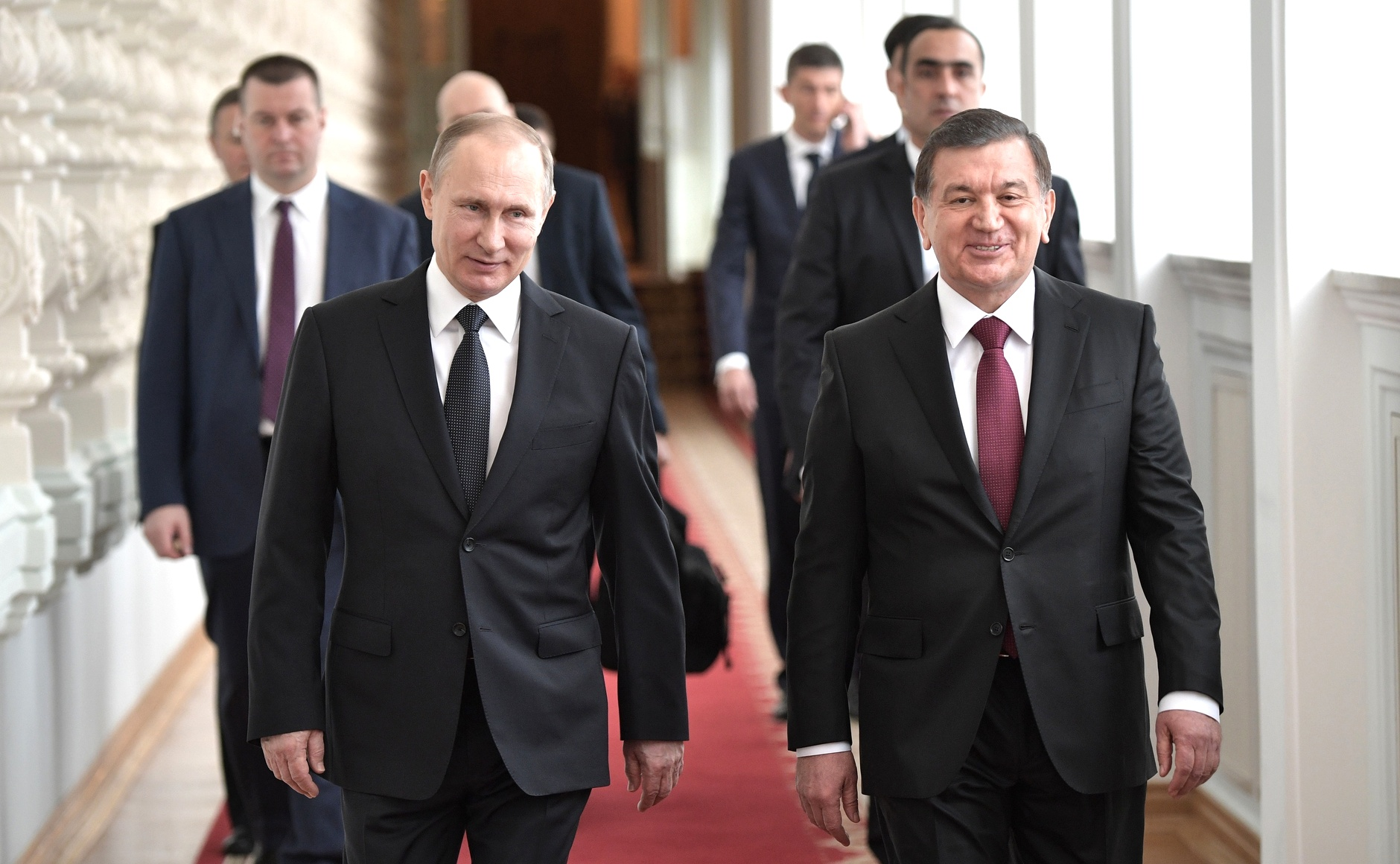
ロシアのウラジーミル・プーチン大統領（前列左）とウズベキスタンのシャフカト・ミルジヨエフ大統領（前列右）（2017年4月）

ロシアとウズベキスタンの関係（ロシア語: Российско-узбекские отношения、ウズベク語: Oʻzbekiston-Rossiya munosabatlari）は、ロシアとウズベキスタンの間の二国間関係を指す。両国は1992年に国交を樹立して以降、外交関係を維持している。ウズベキスタンはかつてウズベク・ソビエト社会主義共和国としてロシア・ソビエト社会主義共和国とともにソビエト連邦の一員であった。ウズベキスタンとロシアは、それぞれモスクワとタシュケントに大使館を置いている。

## 歴史
ウズベキスタンは、1991年にソビエト連邦から独立してから十数年にわたってロシア及び西側諸国の双方と強固な絆を維持していた。
しかし2005年5月、ウズベキスタンの主要都市アンディジャンにおいて反政府武装勢力による刑務所襲撃事件が発生し、鎮圧のため民間人に死傷者を出すに至った事件（アンディジャン事件）を契機として、ウズベキスタンの外交方針は親露・反欧米へと大きく舵を切ることになった。アメリカ合衆国の息のかかったヒューマン・ライツ・ウォッチはこの事件を人権問題として扱いウズベキスタン政府に対する内政干渉を試みて、アメリカを筆頭とする西側諸国もその論調に同調した。
この露骨な内政干渉によりウズベキスタンとアメリカの関係は急速に冷却化し、それまでアメリカ空軍の駐留が許可されていたカルシ・ハナバード空軍基地から米軍が撤退することになり、同年11月には米空軍が基地から引き上げた。その一方で同じ11月、ウズベキスタンのイスラム・カリモフ大統領とロシアのウラジーミル・プーチン大統領はモスクワで相互協力に関する合意を交わして、両国の関係が強化された。

## 人身売買
ウズベキスタンはロシアに対し性的搾取を目的とした女性の人身売買の供給地となってきた。また、男性は建設業や綿花、タバコの栽培の強制労働を目的とした人身売買の供給地となっている。